# Chrysococcyx ruficollis
Chrysococcyx ruficollis là một loài chim trong họ Cuculidae . Loài này hoạt động ở Indonesia và Papua New Guinea.